# Amichand Rajbansi
Amichand Rajbansi (né le 14 janvier 1942 et mort le 29 décembre 2011) est un homme politique sud-africain, issu de la communauté indienne, membre du parlement à la chambre des délégués de 1984 à 1994, président de la chambre des délégués, président du conseil des ministres pour les affaires indiennes dans le gouvernement PW Botha (1984-1989), membre et dirigeant du National People's Party (1981-1994) puis fondateur et chef du Minority Front (1994-2011) et ministre pour le sport et les loisirs de la province du KwaZulu-Natal (2004-2009). Il était surnommé le tigre du Bengale.

## Biographie
Amichand Rajbansi est né à Clairwood, un quartier de Durban le 14 janvier 1942. Il se fait remarquer en menant le premier boycott de son lycée pour protester contre l'apartheid, arborant à cette occasion des drapeaux du congrès national africain à la tête d'un groupe de jeunes Indiens. Après des études en histoire et en psychologie, il exerce plusieurs fonctions telles que administrateur sportif, arbitre de football professionnel, enseignant mais aussi officier de relations publiques pour l'industrie laitière.
En 1974, Rajbansi est élu au conseil des Indiens (South African Indian Council - SAIC), une structure mise en place dans le cadre des lois de l'apartheid pour représenter la communauté indienne auprès des autorités gouvernementales locales et nationales. 
En 1976, il démissionne du SAIC pour protester contre la décision de prendre part au Conseil de Cabinet du gouvernement Vorster, qui exclut les populations noires. 
Rajbansi est également membre du Southern Durban Local Affairs Committee mais il en est exclu en 1977 pour ne pas avoir déclaré un conflit d'intérêts dans une affaire en cours de discussion devant le comité. 
En 1981, il fonde le Parti national populaire (National People's Party - NPP) et se représente aux élections de la SAIC. Celui-ci prend le contrôle du conseil permettant à Rajbansi d'en devenir le président.
En 1984, à la suite des réformes constitutionnelles du Premier ministre Pieter Botha instituant un parlement tricaméral, le NPP entre au parlement en remportant la majorité des sièges de la chambre des délégués (la chambre indienne). Rajbansi est élu au siège de la circonscription de Arena Park. En conséquence de la victoire du NPP, Rajbansi devient président de la chambre des délégués responsable des affaires indiennes et membre du cabinet sud-africain dans le gouvernement PW Botha. Il est alors le premier Indien membre d'un gouvernement sud-africain. Il invoque alors Gandhi et Nehru pour expliquer son action et sa participation au parlement tricaméral. 
Le 4 août 1985, sa maison est l'objet d'un attentat commis par des membres du congrès national africain (ANC). Deux hommes sont incarcérés pour cet acte dont un est condamné à 12 ans de prison en 1987.
En février 1987, alors que le NPP est miné par des dissensions internes, Rajbansi démissionne de sa fonction de chef de parti avant de se raviser quelques jours plus tard. En mai 1987, le NPP perd la majorité des sièges face à une coalition rassemblant l'opposition et des dissidents de son parti. Il refuse néanmoins de démissionner de la présidence de la chambre alors qu'il a été mis en minorité par 24 voix contre 17 et déclare que seul le Président de la République (State President) peut l'obliger à démissionner. Botha refuse d'interférer ce qui permet à Rajbansi de se maintenir. Il est cependant rattrapé par des accusations mettant en cause sa probité ce qui entraine sa suspension du cabinet et de la chambre et la nomination d'une commission d'enquête dans le but d'éclaircir les accusations de corruption au sein de l'administration de la chambre des délégués. 
En 1988, il est reconnu coupable par un autre comité parlementaire pour avoir fait pression sur les délégués, les ministres et les fonctionnaires dans le financement sur-valorisé d'un centre culturel s'avérant n'être qu'un éléphant blanc. En décembre 1988, après avoir reçu le rapport préliminaire de la Commission chargée des allégations de corruption, Botha décide de limoger Rajbansi du Cabinet, du Conseil des Ministres et de la présidence de la chambre des délégués. Le rapport final, publié en février 1989, décrit Rajbansi comme une personne arrogante, sans scrupule, impitoyable et mesquine. Il met en évidence qu'il a menti au parlement, s'est parjuré devant la commission, a abusé de sa position, et recommande qu'il ne soit plus jamais employé à un poste officiel ou semi-officiel. 
Le 8 février 1989, Rajbansi démissionne de ses fonctions de chef du NPP à la chambre mais en reste le leader national. Deux semaines plus tard, il démissionne finalement du NPP et est suspendu du parlement. En avril, il revient sur toutes ses décisions et fait annuler ses démissions reprenant la tête du NPP que ce soit au niveau national ou à la chambre. Le 7 septembre 1989, Rajbansi est réélu dans sa circonscription de Arena Park et s'estime absous par les électeurs et demande aux fonctionnaires blancs de ne plus se mêler des affaires indiennes. À partir de 1990, il tente sans succès de se rapprocher de l'ANC qui refuse de l'admettre parmi les siens. 
En juin 1990, il est condamné pour fraude ayant utilisé des locaux de la SAIC pour ses entreprises alors qu'il était un membre du Conseil des affaires indiennes. En 1991, il est condamné pour diffamation envers un ancien député de la chambre des délégués et doit l'indemniser.
En juin 1993, lors des négociations constitutionnelles de la CODESA entre le gouvernement de Klerk, le parti national, le congrès national africain et les autres partis politiques sud-africains, il est giflé devant les caméras de la télévision nationale par Eugène Terreblanche lorsque celui-ci et le mouvement de résistance afrikaner prennent d'assaut le centre de conférence.
En 1994, à la suite de l'instauration de la nouvelle constitution et de l'arrivée au pouvoir du congrès national africain, Rajbansi refonde le NPP qui devient alors le Front de la minorité (Minority Front), un parti communautaire indo-pakistanais.  
Après les élections générales de 2004, Rajbansi conclut une alliance avec le Congrès national africain. Il devient membre du conseil exécutif de la province du KwaZulu-Natal où il est chargé des sports et des loisirs. 
En janvier 2009, Rajbansi reçoit à New Delhi un prix de la « India International Friendship Society » en reconnaissance de son action. 
En octobre 2011, il appelle l'ANC à sanctionner Julius Malema pour avoir tenu des propos péjoratifs sur les Indiens (qualifiés de coolies par Malema). 
Il meurt le 29 décembre 2011 à l'hôpital de Umhlanga près de Durban, des suites d'une infection pulmonaire.

## Famille
Rajbansi a été marié jusqu'en 1998 avec Asha Devi avec qui il a eu 5 enfants. Le couple a divorcé en 2000.
Il s'est remarié en 2001 avec Shameen Thakur, membre de la législature du KwaZulu-Natal.

## Sources
- Amichand Rajbansi dies, News24.com, 29 décembre 2011
- Nécrologie, SABC News, 29 décembre 2011